# Liberatemi
Liberatemi prodotto da Mauro Malavasi che cura gli arrangiamenti. è il terzo disco di Biagio Antonacci, il primo di grande successo della sua carriera, pubblicato nel 1992 su vinile, musicassetta e CD con etichetta Philips. presente anche come co-autore di alcuni dei 10 brani che compongono l'album.
Dopo i primi due dischi, Biagio Antonacci deve dimostrare di essere maturato e di meritare la fiducia riposta in lui dalla casa discografica. Per farlo servono alcuni brani forti, brani che gli possano garantire risultati importanti. Con queste premesse viene scelta come singolo di lancio la canzone che dà il titolo all'album: Liberatemi partecipa al Festivalbar diventando un tormentone di quell'anno. Oltre a questo brano, tra le altre tracce spiccano Prima di tutto, Alessandra, Come siamo tanti al mondo e Almeno non tradirmi tu, scritta e interpretata con l'amico Eros Ramazzotti. Il disco vende circa 3 milioni di copie totali, Biagio Antonacci fa finalmente il suo ingresso tra i principali artisti pop italiani.
Liberatemi viene ristampato su CD il 27 novembre 1993 con l'aggiunta del brano Non so più a chi credere, presentato al Festival di Sanremo 1993.

## Tracce
1. Come siamo tanti al mondo - 4:24
2. Le donne sole - 4:20
3. Liberatemi - 4:28 testo = Biagio Antonacci  musica = Mauro Malavasi

Prima di tutto - 4:25
1. Non so più a chi credere - 4:20 (inserito solo nella ristampa in CD del 1993)
2. Io sono come te - 4:40
3. Alessandra - 4:00
4. L'unica nemica - 4:18
5. Assomigliami - 4:48
6. Almeno non tradirmi tu (Feat. Eros Ramazzotti) - 4:01

## Formazione
- Biagio Antonacci - voce
- Eros Ramazzotti, Chicco Gussoni - chitarra
- Fabio Coppini - tastiera, pianoforte, programmazione
- Paolo Costa, Marco Mangelli - basso
- Serse May, Ignazio Orlando, Luca Malaguti, Andrea Salvato - programmazione
- Jean Paul Ceccarelli, Eugenio Mori - batteria
- Mauro Malavasi - tastiera, cori, arrangiamento
- Rudy Trevisi - percussioni, sax
- Barbara Cola, Fawzia Selama, Iskra Menarini, Sabrina Cabua, Renzo Meneghinello - cori

Produzione
- Mauro Malavasi – produzione, mixaggio, mastering